# Flygveckans lyckade täflingar
Flygveckans lyckade täflingar är en svensk stum kortfilm från 1910. Filmen spelades in på Ladugårdsgärdet i Stockholm och premiärvisades den 29 september 1910 på flertalet biografer i samma stad.
Filmen skildrar den flyguppvisningsvecka som ägde rum i Stockholmen under september 1910, vilken lockade mycket folk som en följd av att baron Carl Cederström samma år hade väckt allmänhetens intresse för ämnet.
Filmen finns bevarad i Sveriges Televisions arkiv.